# Raffael Caetano de Araújo
Raffael Caetano de Araújo, mais conhecido apenas como Raffael (Fortaleza, 28 de março de 1985) é um futebolista brasileiro, que atua como meia. Atualmente, joga pelo Ay-Yildizspor da Alemanha.

## Vida
Desde criança, a paixão pelo futebol sempre foi bastante forte, e o pequeno Raffael não resistia em brincar com a bola junto com os seus amigos nas praças e ruas do bairro de Fátima, em Fortaleza. A família sempre foi muito importante para Raffael e seus pais sempre o apoiavam, principalmente o pai, Francisco Caetano, ex-lateral-direito do Ceará e Fortaleza.

## Carreira

### Futsal
O Futsal teve uma grande influência no desenvolvimento esportivo de Raffa. Em 1994 ele começou jogando pela AABB e participando regularmente em competições. Havia numerosos jogadores talentosos da mesma idade de Raffa, mas ele conseguiu chamar a atenção por sua atitude tranquila e pelo fato de sempre marcar gols. Naquela época, sempre acompanhado do pai, "Faísca", como era chamado carinhosamente pelos companheiros do clube, já se destacava pelo seu talento nato de fazer muitos gols, inclusive o mais bonito do Campeonato Pré-Mirim de 1994.

### Futebol

#### Chiasso
Sua primeira experiência na Europa foi em junho de 2003 na Suíça, onde jogou pelo FC Chiasso, na cidade que leva o mesmo nome, na parte italiana do país. No clube, Raffael disputou duas temporadas pela Challenge League (Segunda Divisão) e encantou a torcida com a sua velocidade, seus dribles incríveis, suas assistências e acima de tudo com os seus 30 gols, muitos deles fenomenais. Era só o começo da brilhante passagem do craque pelo país.

#### Zürich
Após sua ótima passagem pelo Chiasso, o FC Zürich, clube que disputa a Super League (Primeira Divisão), decidiu assinar contrato com o jovem atleta brasileiro em agosto de 2005, por um período de seis anos. Raffael teve a oportunidade de mostrar o seu talento na maior equipe nacional e provar do que ele é capaz. E ele causou um grande impacto.
Os fãs logo perceberam que o jovem garoto era um goleador de verdade e teria a capacidade de levar o time ao topo da tabela. Assim, a temporada foi inesquecível, com muitos gols e assistências de Raffael. O Zürich ganhou o título de campeão suíço no último jogo contra o Basel.
No início da temporada 2006-07, Raffa teve a chance de mostrar suas habilidades em nível internacional pela primeira vez. O camisa 14 brasileiro impressionou durante as partidas de qualificação para a Liga dos Campeões da UEFA, onde o Zürich enfrentou o Red Bull Salzburg. Seus dribles e sua velocidade até impressionaram treinadores de renome, como Giovanni Trapattoni e Lothar Matthäus, da equipe adversária. Infelizmente, o Zürich não avançou na competição. No entanto, no campeonato suíço as coisas estavam indo bem, inclusive após terem vencido o dérbi contra o Grasshopper, o Zürich conseguiu defender seu título no último dia da temporada.
Infelizmente, na temporada seguinte o Zürich não avançou novamente à fase de grupos da Liga dos Campeões, mas Raffael causou uma grande impressão, inclusive participando da Liga Europa da UEFA. Pelo Campeonato Suíço, o jovem craque marcou mais 12 gols em apenas 15 partidas, logo em seguida foi transferido para o Hertha Berlim, dando prosseguimento a sua carreira de sucesso na Bundesliga alemã.

#### Hertha Berlim
Em janeiro de 2008, Raffael e seu então treinador Lucien Favre, assinaram, ambos, contratos com o Hertha Berlim e mudaram-se para a capital alemã. As pessoas esperavam muito do desempenho do infalível brasileiro e não ficaram decepcionadas. Na primeira temporada, Raffa provou ser um grande apoio para a equipe, muito embora ele só tenha marcado quatro vezes em 15 jogos, e deixado o Hertha apenas numa posição intermediária na tabela da Bundesliga. Ele jogou mais e mais e tornou-se um dos responsáveis para que o Hertha se mantivesse na corrida em busca do título no Campeonato Alemão. No final, Raffael terminou sua segunda temporada com o Blue-Whites na 4° posição.
A temporada de 2009-10, no entanto, foi muito decepcionante para o clube. Nem mesmo os 7 gols de Raffael nos 28 jogos puderam salvar o clube da zona de rebaixamento. Apesar deste fato, a Velha senhora quis manter o craque driblador. Michael Preetz, gerente do Hertha, explicou que desde que a Segunda Liga tornou-se mais dura e os jogos arduamente disputados, faz-se necessário a presença de jogadores que podem fazer a diferença. Por este motivo, o Hertha prorrogou o contrato com o atacante brasileiro, que agora teria a tarefa de subir com o time novamente.

#### Dínamo de Kiev
No dia 22 de julho de 2012, o Dínamo de Kiev, da Ucrânia, anunciou a contratação do meia, que vai herdar a camisa 7 de Andriy Shevchenko, que anunciou aposentadoria.

#### Ay-Yildizspor
Em 2023 acertou sua ida ao Ay-Yildizspor da Alemanha.

## Vida pessoal
O irmão mais novo de Raffael, Ronny, também é jogador de futebol profissional. Jogador de meio-campo, Ronny teve passagem destacada pelo Sporting. De 2010 a 2012, os dois jogaram juntos pelo Hertha Berlim. Raffael é cidadão brasileiro e desde março de 2020 também é cidadão alemão. Ele vive também na Alemanha.

## Estatísticas
Até 13 de abril de 2019.

### Clubes
| Clube                    | Temporada         | Campeonato nacional | Campeonato nacional | Campeonato nacional | Copa nacional[a] | Copa nacional[a] | Copa nacional[a] | Competições continentais[b] | Competições continentais[b] | Competições continentais[b] | Outros torneios[c] | Outros torneios[c] | Outros torneios[c] | Total | Total | Total   |
| Clube                    | Temporada         | Jogos               | Gols                | Assist.             | Jogos            | Gols             | Assist.          | Jogos                       | Gols                        | Assist.                     | Jogos              | Gols               | Assist.            | Jogos | Gols  | Assist. |
| ------------------------ | ----------------- | ------------------- | ------------------- | ------------------- | ---------------- | ---------------- | ---------------- | --------------------------- | --------------------------- | --------------------------- | ------------------ | ------------------ | ------------------ | ----- | ----- | ------- |
| Chiasso                  | 2003–04           | 28                  | 10                  | 0                   | 0                | 0                | 0                | —                           | —                           | —                           | —                  | —                  | —                  | 28    | 10    | 0       |
| Chiasso                  | 2004–05           | 33                  | 20                  | 0                   | 0                | 0                | 0                | —                           | —                           | —                           | —                  | —                  | —                  | 33    | 20    | 0       |
| Chiasso                  | Total             | 61                  | 30                  | 0                   | 0                | 0                | 0                | 0                           | 0                           | 0                           | 0                  | 0                  | 0                  | 61    | 30    | 0       |
| Zürich                   | 2005–06           | 31                  | 14                  | 12                  | 5                | 5                | 0                | 4                           | 3                           | 0                           | —                  | —                  | —                  | 40    | 22    | 12      |
| Zürich                   | 2006–07           | 32                  | 13                  | 3                   | 5                | 3                | 0                | 2                           | 0                           | 0                           | —                  | —                  | —                  | 39    | 16    | 3       |
| Zürich                   | 2007–08           | 15                  | 12                  | 5                   | 4                | 2                | 0                | 8                           | 1                           | 0                           | —                  | —                  | —                  | 27    | 15    | 5       |
| Zürich                   | Total             | 78                  | 39                  | 20                  | 14               | 10               | 0                | 14                          | 4                           | 0                           | 0                  | 0                  | 0                  | 106   | 53    | 20      |
| Hertha Berlim            | 2007–08           | 15                  | 4                   | 6                   | —                | —                | —                | —                           | —                           | —                           | —                  | —                  | —                  | 15    | 4     | 6       |
| Hertha Berlim            | 2008–09           | 33                  | 6                   | 4                   | 2                | 0                | 1                | 8                           | 2                           | 1                           | —                  | —                  | —                  | 43    | 8     | 6       |
| Hertha Berlim            | 2009–10           | 31                  | 7                   | 4                   | 2                | 2                | 0                | 7                           | 1                           | 0                           | —                  | —                  | —                  | 40    | 10    | 4       |
| Hertha Berlim            | 2010–11           | 30                  | 10                  | 6                   | 1                | 0                | 0                | —                           | —                           | —                           | —                  | —                  | —                  | 31    | 10    | 6       |
| Hertha Berlim            | 2011–12           | 33                  | 7                   | 9                   | 1                | 0                | 0                | —                           | —                           | —                           | —                  | —                  | —                  | 34    | 7     | 9       |
| Hertha Berlim            | Total             | 142                 | 34                  | 29                  | 6                | 2                | 1                | 15                          | 3                           | 1                           | 0                  | 0                  | 0                  | 163   | 39    | 31      |
| Dínamo de Kiev           | 2012–13           | 9                   | 1                   | 2                   | 1                | 0                | 1                | 3                           | 0                           | 0                           | —                  | —                  | —                  | 13    | 1     | 3       |
| Dínamo de Kiev           | Total             | 9                   | 1                   | 2                   | 1                | 0                | 1                | 3                           | 0                           | 0                           | 0                  | 0                  | 0                  | 13    | 1     | 3       |
| Schalke 04               | 2012–13           | 16                  | 2                   | 5                   | —                | —                | —                | —                           | —                           | —                           | —                  | —                  | —                  | 16    | 2     | 5       |
| Schalke 04               | Total             | 16                  | 2                   | 5                   | 0                | 0                | 0                | 0                           | 0                           | 0                           | 0                  | 0                  | 0                  | 16    | 2     | 5       |
| Borussia Mönchengladbach | 2013–14           | 34                  | 15                  | 7                   | 1                | 0                | 0                | —                           | —                           | —                           | —                  | —                  | —                  | 35    | 15    | 7       |
| Borussia Mönchengladbach | 2014–15           | 31                  | 12                  | 2                   | 2                | 0                | 0                | 9                           | 2                           | 4                           | —                  | —                  | —                  | 42    | 14    | 6       |
| Borussia Mönchengladbach | 2015–16           | 31                  | 13                  | 10                  | 2                | 0                | 2                | 6                           | 2                           | 1                           | —                  | —                  | —                  | 39    | 15    | 13      |
| Borussia Mönchengladbach | 2016–17           | 20                  | 7                   | 0                   | 2                | 1                | 0                | 9                           | 5                           | 3                           | —                  | —                  | —                  | 31    | 13    | 3       |
| Borussia Mönchengladbach | 2017–18           | 27                  | 9                   | 2                   | 2                | 1                | 0                | 0                           | 0                           | 0                           | —                  | —                  | —                  | 29    | 10    | 2       |
| Borussia Mönchengladbach | 2018–19           | 12                  | 2                   | 1                   | 1                | 3                | 0                | 0                           | 0                           | 0                           | —                  | —                  | —                  | 13    | 5     | 1       |
| Borussia Mönchengladbach | Total             | 155                 | 58                  | 22                  | 10               | 5                | 2                | 24                          | 9                           | 8                           | 0                  | 0                  | 0                  | 189   | 72    | 32      |
| Total na carreira        | Total na carreira | 461                 | 164                 | 78                  | 31               | 17               | 4                | 56                          | 16                          | 9                           | 0                  | 0                  | 0                  | 548   | 197   | 91      |

- a. ^ Jogos da Copa da Suíça, Copa da Alemanha e Copa da Ucrânia
- b. ^ Jogos da Liga Europa da UEFA e Liga dos Campeões da UEFA
- c. ^ Jogos do Amistoso

## Títulos
Zürich
- Campeonato Suíço: 2005-06 e 2006-07

Hertha Berlim
- Campeonato Alemão - Segunda Divisão: 2010-11